# Ayano Matsumoto
Ayano Matsumoto (松本 彩乃, Matsumoto Ayano) est une seiyū japonaise affiliée à I'm Enterprise (en), née le 4 février 1988 dans la préfecture d'Aomori. Elle est également connue sous son nom de scène Ayano Niina (新名 彩乃, Niina Ayano).

## Filmographie

### Animes
- Nerima Daikon Brothers (en) pour Mako
- Otome wa Boku ni Koishiteru pour Yukari Kamioka
- Ryusei Sentai Musumet pour Kurenai Mishina
- Star Driver: Kagayaki no Takuto (en) pour Kanako Watanabe/Todori
- Umineko no Naku Koro ni pour Mammon
- 11eyes : Tsumi to batsu to aganai no shōjo pour Lisette Weltall; Liselotte Werckmeister
- Go! Princess PreCure pour Ayaka Nishimine

### Jeux vidéo
- Chaos Rings (en) pour Vahti